# Phalaenopsis floresensis
Phalaenopsis floresensis là một loài thực vật có hoa trong họ Lan. Loài này được Fowlie miêu tả khoa học đầu tiên năm 1993.